# 1880年1月11日日食
1880年1月11日日食为一次在协调世界时1880年1月11日（东半球为1月12日）出現的日全食。該次日食食分為1.0212，食甚維持2分7秒。

## 概述
這次日食的食分是1.0212，全食維持2分7秒。

## 基本參數
- 類型：日全食
- 食甚資料：
  - 日期：1880年1月11日
  - 時間：22時34分25秒
  - 地點：8N 164W
  - 食分：1.0212
  - 日全食持續時間：2分7秒

## 外部連結
- NASA日食專頁（页面存档备份，存于）（英文）